# Quận Essex, New Jersey
Quận Essex là một quận ở phía đông bắc của bang Hoa Kỳ New Jersey. Tính đến năm 2015, dân số điều tra dân số ước tính của quận Essex là 797.434 người, tăng 1,7% so với Tổng điều tra Hoa 2010 Kỳ, khi dân số của quận là 783.969 người, lần lượt giảm 1,2% (9.664 người dân ít hơn) từ 793.633 liệt kê trong Tổng điều tra năm 2000 và khiến cho quận này là quận đông dân thứ ba của tiểu bang, sau khi đã giảm sau quận Middlesex, và một trong hai quận trong tiểu bang để thấy một sự suy giảm trong giai đoạn 2000 và 2010 (quận Cape May nữa). quận lỵ của nó là Newark.  Nó là một phần của Vùng đô thị New York.
Cục phân tích kinh tế xếp hạng hạt là có thu nhập cao thứ 94 tính theo thu nhập bình quân của tất cả 3.113 quận ở Hoa Kỳ mỗi (và thứ bảy, cao nhất ở New Jersey) như năm 2009. 

## Địa lý
Theo Cục điều tra dân số Hoa Kỳ, quận có diện tích 129,631 dặm vuông (335,74 km2), bao gồm 126,212 dặm vuông (326,89 km2) đất (97,4%) và 3,419 dặm vuông (8,86 km2) nước (2,6%).
Các quận tăng độ cao từ khu vực nhìn chung bằng phẳng ở phía đông đến rặng núi đôi của núi Watchung ở nửa phía tây, xa hơn nữa là đất làm giảm một lần nữa vào thung lũng sông Passaic.
Đỉnh cao nhất được tìm thấy tại bốn khu vực rải rác giữa Verona, Bắc Caldwell và Cedar Grove, đạt 660 feet (200 m) trên mực nước biển. Điểm thấp nhất là mực nước biển, ở vịnh Newark.